# Friedrich Carl August Rücker
Friedrich Carl August Rücker (* 18. September 1773 in Neuhaldensleben; † 28. Mai 1837 in Berlin) war ein deutscher Buchhändler und Verleger.

## Leben
Friedrich Carl August Rücker wurde als Sohn eines preußischen Kriegs- und Steuerrates in Neuhaldensleben geboren. Sein Vater starb bereits sehr früh, so dass die Familie mittellos wurde. Er hatte noch drei ältere Geschwister: zwei Schwestern sowie einen erblindeten Bruder.
Er besuchte das Friedrichsgymnasium in Frankfurt (Oder) und studierte anschließend an der dortigen Universität Frankfurt das Kameralfach.
Nach dem Studium arbeitete er einige Jahre als Referendar und wurde 1804 bei der damaligen kurmärkischen Kriegs- und Domänenkammer als Sekretär angestellt, musste jedoch 1809 aufgrund von Verwaltungsreformen seinen Abschied nehmen, allerdings unter Gewährung einer kleinen Pension.
Bis 1816 gelang es ihm, ein kleines Vermögen zu erwirtschaften, das er in den Betrieb eines Verlagsbuchhandels investierte. Hierbei nutzte er den Umstand, dass einige bedeutende Buchhandlungen in Berlin in dieser Zeit aufgegeben wurden und deren Verlagsartikel meistbietend verkauft wurden. Aufgrund seiner wissenschaftlichen Kenntnisse und seines gewandten Auftretens konnte er seinen Geschäftskreis jährlich erweitern und es erschienen in den folgenden Jahren eine bedeutende Anzahl wichtiger Werke aus fast allen damaligen Zweigen der Wissenschaft in seinem Verlag.
Im Laufe der Zeit verschlechterte sich seine Gesundheit, sodass er 1836 beschloss, sich mit einem Geschäftspartner, Max Püchler († 14. Mai 1872), zu verbinden. Am 1. Januar 1837 wurde die Buchhandlung in Rücker & Püchler umgewandelt.
Friedrich Carl August Rücker war zweimal verheiratet, beide Ehen waren kinderlos. Er hinterließ eine Witwe.

## Schriften des Verlagsbuchhandels (Auswahl)
- Schriften des Verlagsbuchhandels Rücker bzw. Rücker und Püchler auf Münchener Digitalisierungs-Zentrum – Digitale Bibliothek.